# Krzysztof Miętus
Krzysztof Miętus (8 marzo 1991) è un ex saltatore con gli sci polacco.

## Biografia
In Coppa del Mondo ha esordito il 12 gennaio 2008 in Val di Fiemme (44°) e ha ottenuto il primo podio l'11 gennaio 2013 a Zakopane (2°).
In carriera ha preso parte a un'edizione dei Giochi olimpici invernali, Vancouver 2010 (36° nel trampolino normale, 36° nel trampolino lungo), e a una dei Mondiali di volo, Vikersund 2012 (7° nella gara a squadre il miglior risultato).

## Palmarès

### Mondiali juniores
- 1 medaglia:
  - 1 bronzo (gara a squadre a Zakopane 2008)

### Coppa del Mondo
- Miglior piazzamento in classifica generale: 38º nel 2013
- 2 podi (entrambi a squadre):
  - 1 secondo posto
  - 1 terzo posto